# Ferrocarril Unión de Bristol y del Sur de Gales
El Ferrocarril Unión de Bristol y del Sur de Gales (nombre original en inglés: Bristol and South Wales Union Railway, abreviado como B&SWUR) se construyó para conectar Bristol, en Inglaterra, con el sur de Gales. La ruta involucraba un cruce en transbordador del río Severn, pero era considerablemente más corta que el trayecto alternativo a través de Gloucester. El ferri fue reemplazado por el túnel del Severn en 1886. El recorrido sigue formando parte de la Ruta Cross-Country y de la Línea Principal del Sur de Gales.

## Historia

### Construcción y operación independiente
El "Ferrocarril de unión de Bristol y Gales del Sur" fue autorizado por una Ley del Parlamento en 1846. Isambard Kingdom Brunel propuso una ruta que debía cruzar el río Severn, para lo que se compró el ferry de New Passage. Pero los promotores de la línea no lograron recaudar suficiente dinero, por lo que no se construyó. El "Ferrocarril de Unión de Bristol, Sur de Gales y Southampton" propuso en 1854 llevar una línea a través del centro de Bristol y por la garganta del río Avon hasta New Passage, donde un transbordador ferroviario cruzaría el estuario. Esta solución daría origen al "Ferrocarril Unión de Bristol y Gales del Sur" (B&SWUR), que obtuvo su Ley de aprobación el 27 de julio de 1857, aunque finalmente se utilizó una ruta por el este y el norte de Bristol. Brunel murió en 1859 y las obras fueron completadas por Robert Pearson Brereton.
La construcción comenzó en 1858 y la línea de gran ancho (7 pies 1/4 plg (2140 mm)) de vía única se abrió desde la conexión hacia el Sur de Gales (situada media milla al este de la Estación de Bristol Temple Meads), hasta el extremo terrestre del embarcadero de New Passage el 8 de septiembre de 1863, una distancia de 11 millas (17,7 km). La distancia por ferrocarril entre Bristol y Cardiff se redujo de 94 millas (151,3 km) a 38 millas (61,2 km). Se abrieron estaciones en Lawrence Hill, Stapleton Road, Filton, Patchway, Pilning y New Passage. La sección corta en el lado opuesto del río Severn se inauguró oficialmente el 1 de enero de 1864. El 13 de agosto de 1864 se inauguró la estación de Ashley Hill, situada entre Stapleton Road y Filton.
En 1868, el B&SWUR se fusionó con el GWR, que había operado sus trenes desde que se inaugurase la línea.

### Historia posterior
Bajo la propiedad de GWR, el ramal de Portskewett se convirtió al ancho estándar (de 4 pies 8,5 plg (1435 mm)) el 13 de mayo de 1872, al igual que todas las demás líneas de vía de gran ancho en ese lado del río. El tramo de Bristol se cerró durante un día el 8 de agosto de 1873 y se reabrió al día siguiente ya como una línea de ancho estándar.
El 1 de octubre de 1874 se instaló una derivación en Narroways Hill, justo al norte de la estación de Stapleton Road, para conectar el GWR con el Ferrocarril Extensión de Clifton, una empresa conjunta con formada con el Ferrocarril de Midland para servir al próspero distrito de Clifton, situado junto a Bristol. La línea de Temple Meads a Narroways Hill Junction se duplicó al mismo tiempo.
En 1872 se inició la construcción del túnel del Severn, localizado aguas abajo junto a New Passage, y se instalaron apartaderos tanto en Portskewett como en New Passage para conectar el ferrocarril con las obras del túnel. El 29 de mayo de 1886 se abrió una curva cerca de South Wales Junction (entre Dr Day's Junction y North Somerset Junction) para permitir que los trenes pasaran directamente desde Londres hacia el nuevo túnel. La línea entre Narroways Hill Junction y Patchway también se duplicó para soportar el tráfico más intenso. Justo antes de Pilning, la nueva ruta se desvió hacia el sur y se construyó una nueva estación. El ferry y el tramo de vía entre Pilning y New Passage dejaron de funcionar después del 30 de noviembre de 1886, y el túnel se abrió para los trenes de pasajeros al día siguiente, aunque los trenes de mercancías ya habían estado utilizando la nueva ruta. Un nuevo túnel de 1440 yardas (1316,7 m) de una sola vía junto al antiguo túnel en Almondsbury llevaba la línea en sentido Londres con una pendiente más suave a partir de 1887. El aumento del tráfico hizo que la línea desde Dr Day's Junction hasta Narroways Hill Junction se ampliara a cuatro vías en 1891.
El B&SWUR había sido autorizado para construir una línea desde Pilning hasta un nuevo muelle propuesto en Avonmouth en 1862, pero no se construyeron ni el muelle ni el ferrocarril. El GWR reabrió una sección de la antigua línea para el tráfico de mercancías el 5 de febrero de 1900, que iba desde Pilning hasta New Passage y luego se conectaba con una nueva ruta hasta Avonmouth. Los trenes de pasajeros partieron de Avonmouth hasta una nueva estación en Severn Beach desde el 10 de julio de 1922 y continuaron hasta las nuevas estaciones en New Passage y Pilning (conocida como "Pilning Low Level") desde el 9 de julio de 1928. El servicio se cancelaría décadas después, el 23 de noviembre de 1964.

## Estaciones
- Bristol Temple Meads: fue la terminal de Bristol del Great Western Railway, inaugurada el 8 de agosto de 1840 y sigue siendo la estación más grande de la ciudad.
- Lawrence Hill: abrió con el B&SWUR el 8 de septiembre de 1863 y todavía cuenta con el servicio de la Línea de Severn Beach y otros servicios locales.
- Stapleton Road: abrió con el B&SWUR el 8 de septiembre de 1863 y todavía cuenta con el servicio de la Línea de Severn Beach y otros servicios locales.
- Ashley Hill: estación adicional inaugurada por el B&SWUR el 13 de agosto de 1864 y cerrada el 23 de noviembre de 1964.
- Horfield: inaugurada por el GWR el 14 de mayo de 1927 y cerrada el 23 de noviembre de 1964.
- Filton: abrió con el B&SWUR el 8 de septiembre de 1863. Se cerró el 1 de julio de 1903 para ser reemplazada por una nueva estación en Filton Junction, pero esta a su vez fue reemplazada por Filton Abbey Wood en su emplazamiento original, con servicios locales en las rutas de Bristol a Cardiff y de Bristol a Gloucester.
- Patchway: se inauguró con el B&SWUR el 8 de septiembre de 1863 y todavía cuenta con el servicio entre Bristol y Cardiff.
- Pilning: se inauguró con el B&SWUR el 8 de septiembre de 1863, pero se cerró cuando se inauguró el túnel del Severn el 1 de diciembre de 1886.
- Pilning Low Level: inaugurada por el GWR para el servicio circular de Severn Beach el 9 de agosto de 1928. Cerrada el 23 de noviembre de 1964.
- Cross Hands Halt: inaugurada por el GWR para el servicio circular de Severn Beach el 9 de agosto de 1928. Cerrada el 23 de noviembre de 1964.
- New Passage Halt: inaugurada por el GWR para el servicio circular de Severn Beach el 9 de agosto de 1928. Cerrada el 23 de noviembre de 1964.
- New Passage: abrió con la línea el 8 de septiembre de 1863 y cerró cuando se inauguró el túnel del Severn el 1 de diciembre de 1886.
- New Passage Pier: abrió con el B&SWUR el 8 de septiembre de 1863 y cerró cuando se inauguró el túnel del Severn el 1 de diciembre de 1886.
- Portskewett Pier: inaugurada por el B&SWUR el 1 de enero de 1864 y cerró cuando se inauguró el túnel del Severn el 1 de diciembre de 1886.
- Portskewett: se inauguró con el B&SWUR el 8 de septiembre de 1863, pero se cerró posteriormente.

## Transbordadores
| Vapor de paletas   | Periodo   | Eslora              | Tonelaje | CV  |
| ------------------ | --------- | ------------------- | -------- | --- |
| Gem                | 1863      | 122,2 pies (37,2 m) | 100      | 50  |
| Relief             | 1863-1864 | 117,6 pies (35,8 m) | 163      | 70  |
| Christopher Thomas | 1864-1886 | 132 pies (40,2 m)   | 159      | 100 |
| Chepstow           | 1875-1886 | 140,6 pies (42,9 m) | 188      | 100 |

Dos transbordadores de vapor habían cruzado el río Severn cerca de Aust durante muchos años antes de la llegada del ferrocarril. El ferry superior entre Old Passage y Beachley continuó como antes, pero el ferry inferior, a unos 2 millas (3,2 km) de distancia en New Passage, se vendió en 1847 al Ferrocarril de Conexión de Bristol y del Sur de Gales, que finalmente construyó nuevos embarcaderos para el ferry (de 546 yardas (499,3 m) en New Passage y y de 258 yardas (235,9 m) en Portskewett). En la noche del 21 de mayo de 1881, el muelle de Portskewett resultó gravemente dañado por un incendio. Se reabrió el 16 de junio de 1881, tiempo durante el que se operó un servicio de tren sin paradas entre Bristol y Cardiff sobre la Línea entre Bristol y Gloucester del Ferrocarril de Midland.
Un ferry de vapor, el Saint Pierre había sido construido en 1825 por Pride y Williams para el cruce de New Passage, donde estuvo en servicio hasta 1831. El B&SWUR compró un nuevo barco de vapor, el Gem en 1863, pero resultó inadecuado y pronto fue reemplazado por el Relief. John Bland, un transportista y accionista del ferrocarril, fue contratado para operar el transbordador. El siguiente barco comprado fue el Dragon Fly, que había sido utilizado por los contratistas para construir los muelles, pero era demasiado pequeño para operar como transbordador. En cambio, se contrataron dos remolcadores de vapor propulsados por ruedas de paletas, el Ajax y el Atlas para dar cobertura al "Relief".
Un nuevo barco de vapor llegó en junio de 1864, llamado Christopher Thomas en honor al presidente del B&SWUR. Henderson, Coulborn and Company lo había construido para la empresa en Renfrew (Escocia). Un buque un poco más grande llamado Chepstow llegó del mismo astillero el 11 de febrero de 1875. Ambos continuaron en servicio hasta que se abrió el túnel del Severn en 1886. Fueron vendidos a WS Ogden de Cardiff en 1880, y el  Chepstow pasó a llamarse Rover. Los cuerpos de las chimeneas generalmente estaban pintados de negro con una banda roja.